# Мамедов, Рашад (спортсмен)
Рашад Мамедов (азерб. Rəşad Məmmədov; род. 2002) — азербайджанский борец греко-римского стиля, серебряный призёр чемпионата Европы 2024 года.

## Биография
Родился в 2002 году в Азербайджане.
В феврале 2024 года на чемпионате Европы 2024 года, который состоялся в Бухаресте, в весовой категории до 55 кг стал серебряным призёром. В поединке за чемпионский титул уступил сопернику из Молдавии Артёму Деляну.
В мае 2024 года выиграл бронзовую медаль на чемпионате Европы по борьбе среди спортсменов до 23 лет.
В ноябре 2022 года Мамедов выиграл чемпионат города Баку.
В октябре 2024 года выиграл серебряную медаль на чемпионате мира по борьбе среди спортсменов до 23 лет 2024 в Тиране (Албания).